# Zamosze (sielsowiet Ludwinowo)
Zamosze (biał. Замошша; ros. Замошье) – wieś na Białorusi, w obwodzie mińskim, w rejonie wilejskim, w sielsowiecie Ludwinowo.
Dawniej używana nazwa – Zamosze Żarskie, Zamosze I

## Historia
W czasach zaborów zaścianek w okręgu wiejskim Żąry, w gminie Serwecz, w powiecie wilejskim, w guberni wileńskiej Imperium Rosyjskiego. W 1866 roku liczyła 168 mieszkańców (59 dusz rewizyjnych) w 18 domach. Należała do dóbr Żary, własność Koziełłów.
W latach 1921–1945 wieś leżała w Polsce, w województwie wileńskim, w powiecie wilejskim, w gminie Dołhinów.
Według Powszechnego Spisu Ludności z 1921 roku zamieszkiwało tu 255 osób, 11 było wyznania rzymskokatolickiego a 244 prawosławnego. Jednocześnie 10 mieszkańców zadeklarowało polską, 245 białoruską przynależność narodową. Było tu 46 budynków mieszkalnych. W 1931 w 52 domach zamieszkiwały 264 osoby.
Wierni należeli do parafii rzymskokatolickiej w Dołhinowie i prawosławnej w Milczy. Miejscowość podlegała pod Sąd Grodzki w Krzywiczach i Okręgowy w Wilnie; właściwy urząd pocztowy mieścił się w Dołhinowie.
W wyniku napaści ZSRR na Polskę we wrześniu 1939 miejscowość znalazła się pod okupacją sowiecką. 2 listopada została włączona do Białoruskiej SRR. Od czerwca 1941 roku pod okupacją niemiecką. W 1944 miejscowość została ponownie zajęta przez wojska sowieckie i włączona do Białoruskiej SRR.
Od 1991 w składzie niepodległej Białorusi.
Do 2013 w sielsowiecie Ścieszyce.